# トマト鍋
トマト鍋は、トマトを用いてスープを調理した鍋料理の1つである。イタリアやフランスでは、トマトを使った煮込み料理として、「ミネストローネ」「ブイヤベース」「ズッパ ディ ペシェ」など、それぞれレシピや決まった具材を持ち、野菜や魚介スープとして食されているが、これらはトマト鍋と全く異なるものである。あくまでも日本オリジナルのものであるトマト鍋には作り方や具材に決まりはない。

## 作り方
スープの作り方については、オリーブオイル・にんにくからカットトマトやホールトマトでつくるトマトソースをベースに鶏がらなどの出汁にあわせたものや、あるいは他の鍋スープベースに生トマトやトマトペーストを加えてアレンジしたもの（この場合は「トマトちゃんこ」等、元の鍋と組み合わせたメニュー名になる）、さらにはそれらをケチャップでマイルドに仕上げ、子供が食べやすくしたものなどであり、何らかの形でトマトが使われているものを「トマト鍋」と呼ぶ。
なお、加える具材には、味付けの方向性によって魚介や肉類、野菜などと変化し、これといった決まりがないのが特徴である。

## 外食
外食では、主に、前述のトマトソースベースのものに独自の具材を入れているものや、バリエーションとして看板メニューにトマトを加えた「トマト○○鍋」と謳っている外食店が多い。